# Smbat Biurat
Smbat Biurat (armenisch Սմբատ Բիւրատ, türkisch Sımpad Pürad, * 3. März 1862 in Zeytun, Osmanisches Reich; † 1915 in Ayaş, Ankara), auch Der-Ghazarents (Տեր-Ղազարեանց), war ein armenischer Intellektueller, Dichter, Romanautor, Verleger und Aktivist. Er wurde beim Völkermord an den Armeniern getötet.

## Leben
Biurat ging 1871 nach Jerusalem, wo er seinen Abschluss am armenischen Seminar Jarankavorats machte, und begann ab 1880 an der Sorbonne, Universität Paris, zu studieren. Während dieser Periode veröffentlichte er seine ersten Gedichte in Yeghia Demircibaschians philosophischer Zeitschrift „Yergrakount“ (Erde). 1885 eröffnet Biurat eine Schule im armenisch bevölkerten Ort Sis (heute Kozan).
Aufgrund politischer Aktivitäten wurde er zusammen mit seiner Ehefrau festgenommen. Er verbrachte 5 Jahre in den Gefängnissen von Maraş und Aleppo und musste miterleben, wie seine Ehefrau im Gefängnis erblindete. 1895 wurde er freigelassen und zog nach Kairo, wo er die Armenische Central High School und die Zeitung Nor Or gründete. Nach der Jungtürkischen Revolution 1908 kehrte er nach Anatolien zurück, wo er für die Zeitungen Pyunik sowie Gaghapar schrieb und mit osmanisch-türkischen Journalisten zusammenarbeitete. Er schrieb auch zahlreiche Bücher („From Yildiz to Sasun“, 1910; „The eagle of Avarayr“, 1909; „For liberty“, 1911; etc.) und eröffnete ein Verlagshaus. 1910 übersetzte er Émile Zolas Fécondité (Fruchtbarkeit) von 1899. Er wurde als Mitglied der Hntschak-Partei zum Abgeordneten der Armenischen Nationalversammlung im Osmanischen Reich gewählt.

## Schreibstil
Smbat Biurat wird als spätromantischer Schriftsteller betrachtet. Seine Werke behandeln zumeist die Verfolgung der armenischen Volksgruppe, Heldenmärchen und die dramatische Abbildung des Lebens armenischer Revolutionäre. Einige seiner Romane spielen sich in seinem Geburtsort Zeytun ab. Seine genaue Beschreibung der armenischen Revolutionsbewegung zog viel Aufmerksamkeit auf sich und seine Romane waren zu Beginn des frühen 20. Jahrhunderts sehr beliebt.

## Tod und Erbe
Smbat Biurat wurde am „Roten Sonntag“, dem 24. April 1915, festgenommen und mit zahlreichen anderen armenischen Intellektuellen aus Istanbul deportiert. Er wurde in Ayaş inhaftiert und kurz darauf in Ankara getötet. Sein letzter Brief war: 

„Falls Talat Bey wüsste, welche Desaster und Trauer wir als Familie durchmachten, würde er diese Situation beenden… Meine arme Frau, du hast wegen dieser Tyrannei o viel Elend gelitten, und hast nun als Folge dessen dein Augenlicht verloren, welcher Polizeichef würde kein Mitleid dir gegenüber zeigen, nachdem er deinen Zustand gesehen hat? Aber was ist der zweck? Unser Leid wird immer mit uns bleiben.“

## Werke
Einige von Biurats literarischen Werken sind:
- Panasdeghtsagan Yerker Aus. 1. (Istanbul, 1909). (Gedicht).
- Avarayri Aruytse gam Vardanank. (Istanbul, 1909). (Schauspiel).
- Veghavor Herose gam Bartoghomeos and Takachian. (Istanbul, 1909).
- Zeytuntsi Vardapete. (N.p., c1910)
- Innsun vets: Arevni mechen. 6 vols. (Istanbul, 1911). (Roman).
- Sasunen Yetke. 1. Diakaputnere. (Istanbul, 1911). (Roman).
- Sasunen Yetke. 2. Tebi Yeltez. (Istanbul, 1911). (Roman).
- Pande pant. 5 Ausg. (Istanbul, 1910). (Roman).
- Verchin berde. (Istanbul, 1914). (Drama).
- Aryuni Dzore. (posthum veröffentlicht: Istanbul, 1919). (Geschichte).